# David Sintzheim
David Sintzheim ou Sinzheim (né le 16 novembre 1745 à Trèves, Électorat de Trèves, et mort à Paris le 9 novembre 1812) est un rabbin, premier grand-rabbin de France,.

## Biographie
Issu d'une famille de rabbins, il se consacre à l'étude et écrit le  Yad David, qui signifie La main de David .
David Sintzheim épouse vers 1765 la sœur de Cerf Berr qui combattra toute sa vie pour les droits de ses coreligionnaires.
En 1785, il devient directeur de la yeshiva de Bischheim (Bas-Rhin) puis est un des six délégués des Juifs d’Alsace aux États généraux de 1789.
Après la Terreur, David Sintzheim devient rabbin de Strasbourg.
Il fut un des personnages en vue de l’assemblée des notables convoquée par Napoléon Ier en 1806 et fut nommé président du Grand-Sanhédrin qui la suivit.
David Sintzheim fut le premier grand-rabbin du Consistoire central, c’est-à-dire le premier grand-rabbin de France.
Il est enterré au cimetière du Père-Lachaise à Paris,.

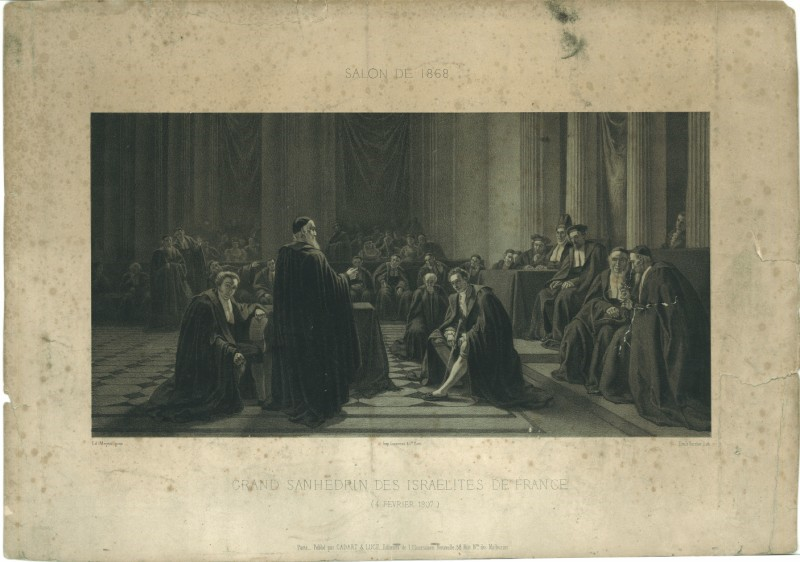